# Cuartel de la Maestranza
El Cuartel de la Maestranza alberga la Escuela de Negocios de Melilla. Tiene su acceso desde la Plaza de la Maestranza en el Primer Recinto Fortificado de Melilla la Vieja, Melilla (España) y forma parte del Conjunto Histórico Artístico de la Ciudad de Melilla, un Bien de Interés Cultural.

## Historia

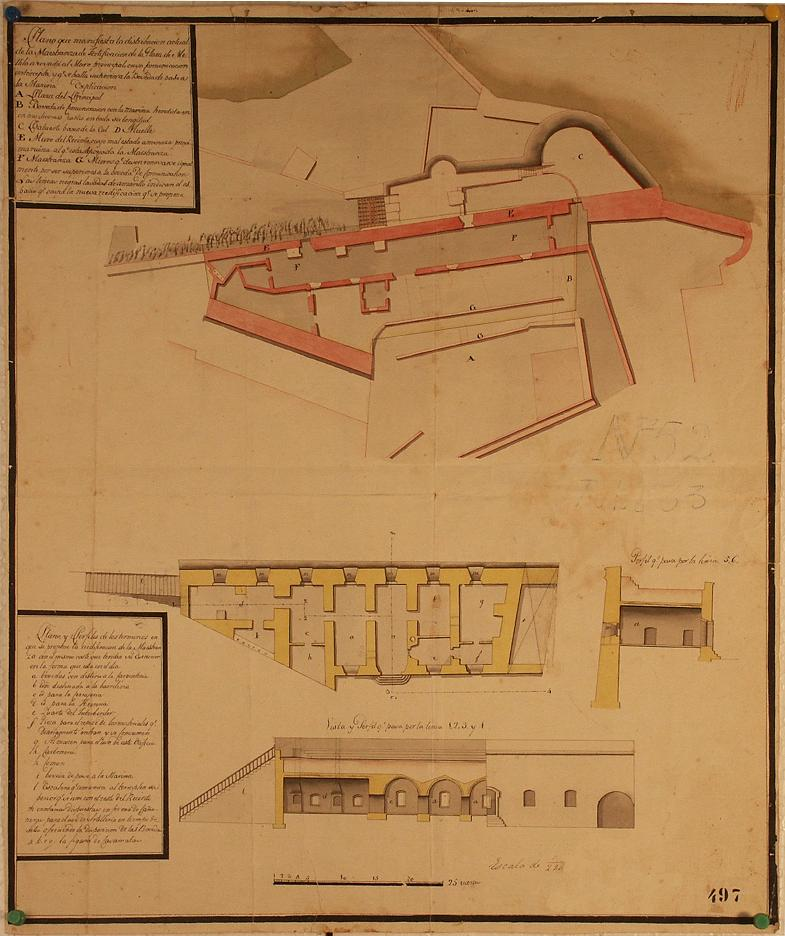
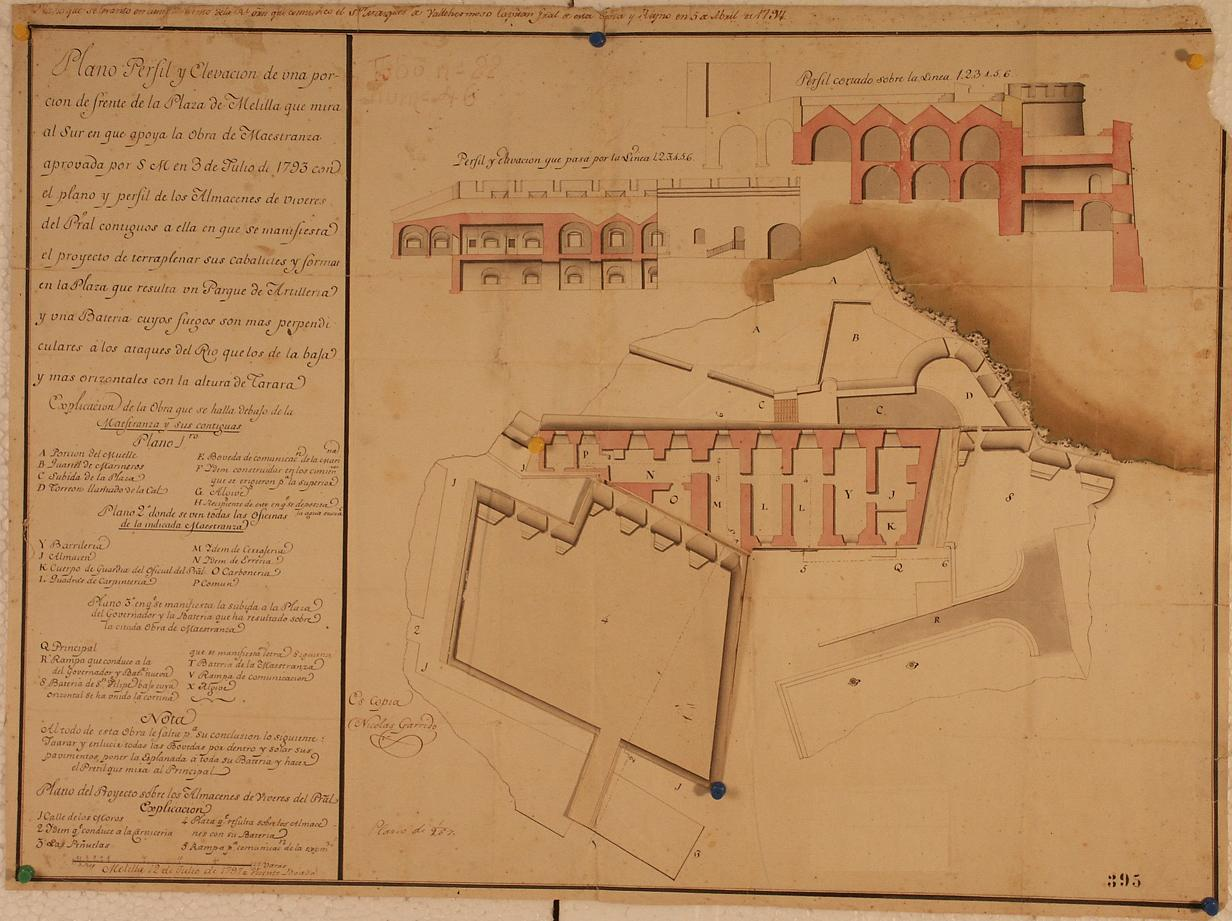
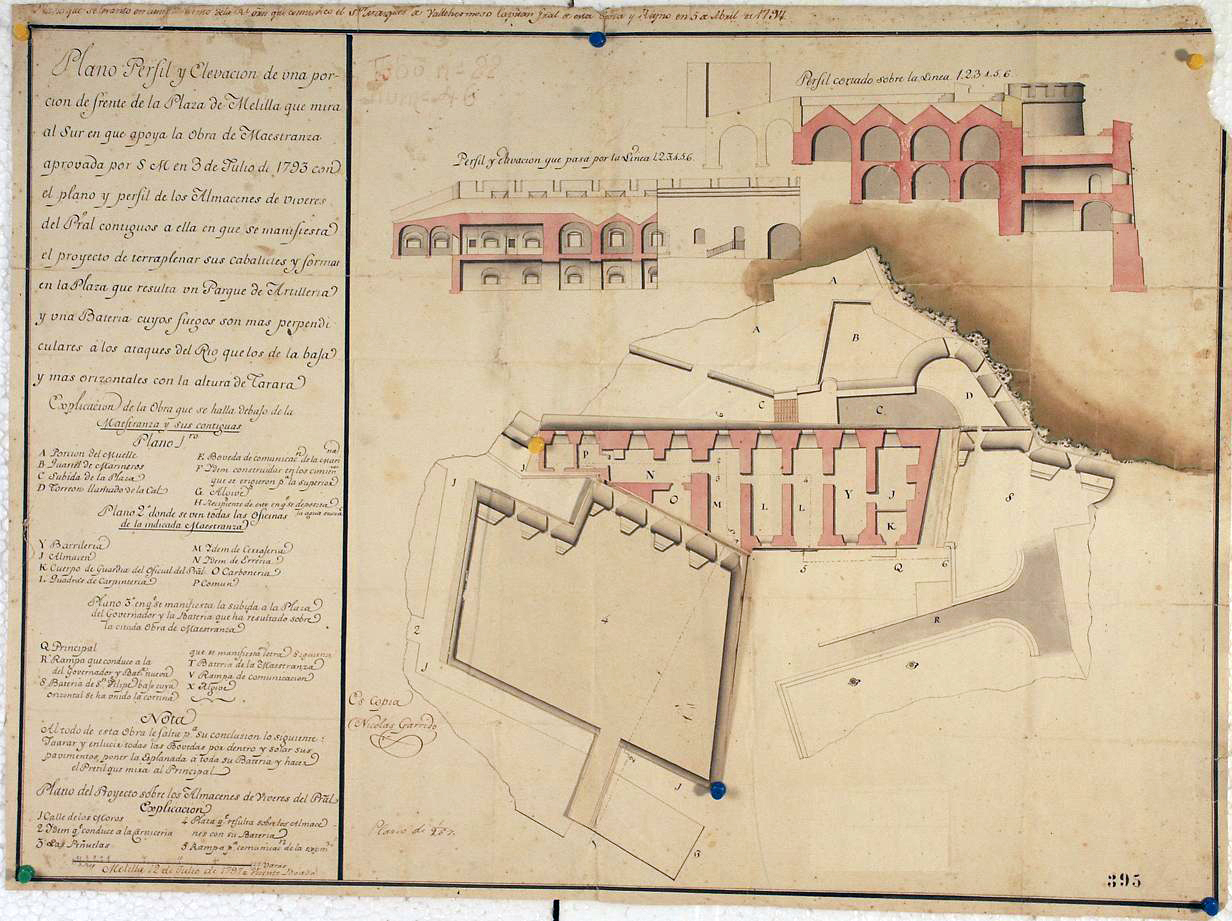

Construida entre 1794 y 1796, alberga en la actualidad la Escuela de Negocios de Melilla después de que fuera restaurada y acondicionada entre 2000 y 2001 según proyecto de Mateo Bazatequí y Manuel Ángel Quevedo.

## Descripción
Está construido en piedra de la zona paros los muros y ladrillo macizo para los arcos y las bóvedas. Consta de cinco bóvedas situadas transversalmente a la muralla, con ventanas abovedadas y otra bóveda  en paralelo, con ventanas arquitrabadas.